# Bezzia rhodesiensis
Bezzia rhodesiensis är en tvåvingeart som beskrevs av Haeselbarth 1975. Bezzia rhodesiensis ingår i släktet Bezzia och familjen svidknott.
Artens utbredningsområde är Zimbabwe. Inga underarter finns listade i Catalogue of Life.